# Maria Labia
Maria Labia (Verona, 14 febbraio 1880 – Malcesine, 10 febbraio 1953) è stata un soprano italiano particolarmente associata ai ruoli del repertorio veristico.

## Biografia
Studiò canto con sua madre, Cecilia Labia, che era anche una cantante d'opera. Debuttò a Stoccolma nel 1905 nel ruolo di Mimì ne La bohème di Puccini. Due anni dopo entrò nella Komische Oper di Berlino dove cantò numerosi ruoli tra cui il ruolo principale in Tosca di Puccini, in Carmen di Bizet, quello di Marta in Tiefland e quello principale di Salome di Richard Strauss, tra gli altri. Nel 1908 entrò a far parte della Manhattan Opera Company di New York con la quale cantò per due anni alla Manhattan Opera House. Quindi tornò in Italia, dove si esibì in diversi teatri da indipendente per diversi anni. Entrò nella compagnia del Teatro alla Scala nel 1912 e nel 1913 passò all'Opéra di Parigi. Nel 1916 fu imprigionata per un anno ad Ancona sospettata di essere un agente tedesco. Riprese la carriera dopo la guerra, e cantò Giorgetta nella prima rappresentazione europea de Il tabarro di Puccini (1919, Roma), ripetendo il ruolo lo stesso anno a Buenos Aires. Interpretò Felice nella prima produzione alla Scala de I quatro rusteghi (1922) di Wolf-Ferrari, un ruolo che divenne il suo preferito e in cui continuò ad apparire fino al 1936. Si diceva che le sue esibizioni in opere di verismo fossero impulsive e, per i tempi, "spudoratamente sensuali". Usò la sua voce calda, non particolarmente ampia, con particolare affidamento sul registro del torace. Rimangono alcune prime registrazioni della sua Tosca e Carmen.
Sua sorella maggiore, Fausta (1870–1935), ebbe una carriera relativamente breve (1892–1912), cantando ruoli come Sieglinde con Toscanini alla Scala e si ritirò poco dopo il suo matrimonio con il tenore Emilio Perea.

## Repertorio
| Ruolo           | Titolo                   | Autore       |
| --------------- | ------------------------ | ------------ |
| Katiuscia       | Risurrezione             | Alfano       |
| Carmen          | Carmen                   | Bizet        |
| Margherita      | Mefistofele              | Boito        |
| Luisa           | Luisa                    | Charpentier  |
| Elisetta        | Il matrimonio segreto    | Cimarosa     |
| Marta           | Tiefland                 | d'Albert     |
| Caterina        | Madame Sans-Gêne         | Giordano     |
| Nedda           | Pagliacci                | Leoncavallo  |
| Santuzza        | Cavalleria rusticana     | Mascagni     |
| Thaïs           | Thaïs                    | Massenet     |
| Gioconda        | La Gioconda              | Ponchielli   |
| Mimì            | La bohème                | Puccini      |
| Floria Tosca    | Tosca                    | Puccini      |
| Giorgetta       | Il tabarro               | Puccini      |
| Salomè          | Salomè                   | Strauss      |
| Amelia          | Un ballo in maschera     | Verdi        |
| Desdemona       | Otello                   | Verdi        |
| Mrs. Alice Ford | Falstaff                 | Verdi        |
| Felice          | I quatro rusteghi        | Wolf-Ferrari |
| Maliella        | I gioielli della Madonna | Wolf-Ferrari |